# Otto Mentz

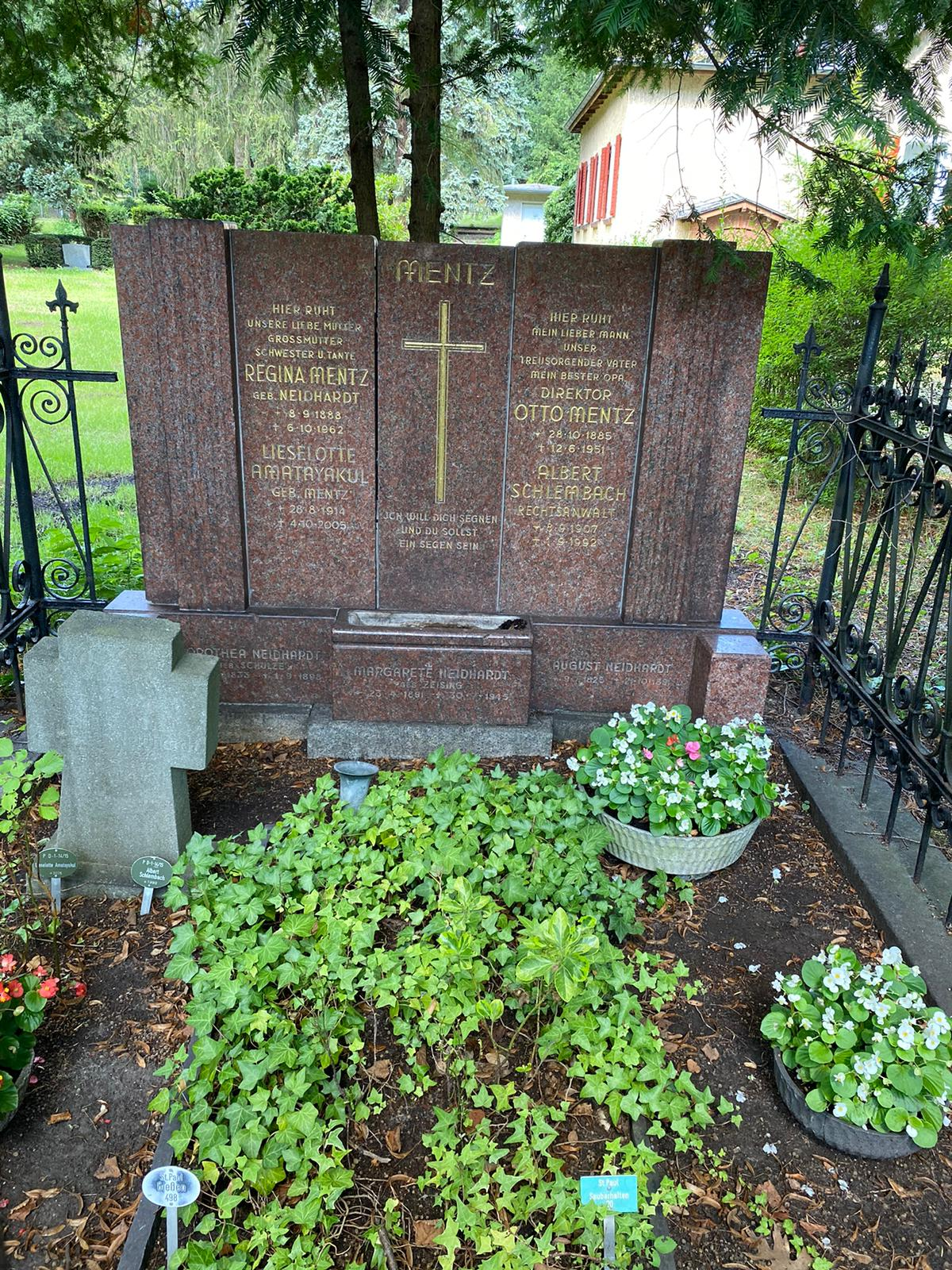
Grabstätte auf dem St. Paul-Friedhof I

Otto Mentz (* 28. Oktober 1885 in Berlin; † 12. Juni 1951) war ein deutscher Politiker (Wirtschaftspartei, DNVP).

## Leben
Mentz arbeitete als Kassendirektor in Berlin und war Vorsitzender des Berliner Hausbesitzerverbandes. Während der Zeit der Weimarer Republik trat er in die Wirtschaftspartei (Reichspartei des deutschen Mittelstandes) ein, für die am 10. Juli 1928 als Abgeordneter in den Preußischen Landtag nachrückte. Er verließ die Partei 1932, war dann fraktionsloser Parlamentarier und schloss sich schließlich der DNVP an. Bis 1933 blieb er Mitglied des Landtages.
Otto Mentz ruht in der Familiengrabstätte auf dem St. Paul-Friedhof I an der Berliner Seestraße.